# Escrime aux Jeux paralympiques d'été de 1996
Navigation
Barcelone 1992 Sydney 2000
La compétition d'escrime des Jeux paralympiques d'été de 1996 se déroulent dans la ville d'Atlanta. Quinze épreuves y sont organisées. Ces Jeux inaugurent un changement dans les types de catégories : elles sont simplifiées en catégorie A (avec équilibre du tronc) et B (sans équilibre du tronc). Ces catégories ont depuis cours aux Jeux paralympiques.

## Résultats

### Podiums masculins
| Épreuves                  | Or                                                                | Argent                                                                | Bronze                                                                       |
| ------------------------- | ----------------------------------------------------------------- | --------------------------------------------------------------------- | ---------------------------------------------------------------------------- |
| Épée individuel cat. A    | Cheung Wai-leung (HKG)                                            | Alberto Pellegrini (ITA)                                              | Wilfired Lipinski (GER)                                                      |
| Épée individuel cat. B    | Jean Rosier (FRA)                                                 | Soriano Ceccanti (ITA)                                                | Park Tae-hoon (KOR)                                                          |
| Épée par équipes open     | Hong Kong Cheung Wai-leung Man Fai Chui Wai Ip Kwong Yan Yun Tai  | Italie Soriano Ceccanti Ernesto Lerre Gerardo Mari Alberto Pellegrini | France Arthur Bellance Robert Citerne Christian Lachaud Jean Rosier          |
| Fleuret individuel cat. A | Cheung Wai-leung (HKG)                                            | Alberto Pellegrini (ITA)                                              | Kam Loi Chan (HKG)                                                           |
| Fleuret individuel cat. B | Pál Szekeres (HUN)                                                | Jean Rosier (FRA)                                                     | Pascal Durand (FRA)                                                          |
| Fleuret par équipes open  | Hong Kong Cheung Wai-leung Kam Loi Chan Sze Kit Chan Wai Ip Kwong | France Robert Citerne Pascal Durand Yvon Pacault Jean Rosier          | Italie Giuseppe Alfieri Soriano Ceccanti Alberto Pellegrini Alberto Serafini |
| Sabre individuel cat. A   | Yvon Pacault (FRA)                                                | Wilfried Lipinski (GER)                                               | Yan Yun Tai (HKG)                                                            |
| Sabre individuel cat. B   | Pál Szekeres (HUN)                                                | Gerardo Mari (ITA)                                                    | Pascal Durand (FRA)                                                          |
| Sabre par équipes open    | France Pascal Durand Christian Lachaud Cyril Moré Yvon Pacault    | Hong Kong Kam Loi Chan Man Fai Chan Sze Kit Chan Yan Yun Tai          | Allemagne Uwe Bartmann Wolfgang Kempf Wilfried Lipinski Maximilian Miller    |

### Podiums féminins
| Épreuves                  | Or                                                                                          | Argent                                                                 | Bronze                                                                      |
| ------------------------- | ------------------------------------------------------------------------------------------- | ---------------------------------------------------------------------- | --------------------------------------------------------------------------- |
| Épée individuel cat. A    | Silke Schwarz (GER)                                                                         | Jadwiga Polasik (POL)                                                  | Sophie Belgodère-Paralitici (FRA)                                           |
| Épée individuel cat. B    | Mariella Bertini (ITA)                                                                      | Rosalba Vettraino (ITA)                                                | Esther Weber-Kranz (GER)                                                    |
| Épée par équipes open     | France Josette Bourgain Sophie Belgodère-Paralitici Patricia Picot Murielle van de Cappelle | Allemagne Esther Weber-Kranz Jutta Jacob Silke Schwarz Monika Hertrich | Espagne Francisca Bazalo María Cristina Pérez (es) Gema Victoria Hassen Bey |
| Fleuret individuel cat. A | Josette Bourgain (FRA)                                                                      | Sophie Belgodère-Paralitici (FRA)                                      | Patricia Picot (FRA)                                                        |
| Fleuret individuel cat. B | Murielle van de Cappelle (FRA)                                                              | Judit Palfi (HUN)                                                      | Esther Weber-Kranz (GER)                                                    |
| Fleuret par équipes open  | France Josette Bourgain Sophie Belgodère-Paralitici Patricia Picot Murielle van de Cappelle | Italie Laura Presutto Mariella Bertini Rosalba Vettraino               | Allemagne Esther Weber-Kranz Jutta Jacob Silke Schwarz Monika Hertrich      |

### Tableau des médailles
| Rang  | Nation       | Or | Argent | Bronze | Total |
| ----- | ------------ | -- | ------ | ------ | ----- |
| 1     | France       | 7  | 3      | 5      | 15    |
| 2     | Hong Kong    | 4  | 1      | 2      | 7     |
| 3     | Hongrie      | 2  | 1      | 0      | 3     |
| 4     | Italie       | 1  | 7      | 1      | 9     |
| 5     | Allemagne    | 1  | 2      | 5      | 8     |
| 6     | Pologne      | 0  | 1      | 0      | 1     |
| 7     | Corée du Sud | 0  | 0      | 1      | 1     |
| 7     | Espagne      | 0  | 0      | 1      | 1     |
| Total | Total        | 15 | 15     | 15     | 45    |